# تکه‌های تریسی
تکه‌های تریسی یا قطعات تریسی (به انگلیسی: The Tracey Fragments) فیلمی محصول سال ۲۰۰۷ و به کارگردانی بروس مک‌دانلد است. در این فیلم بازیگرانی همچون الیوت پیج، آری کوهن، مکسول مک‌کیب-لوکوس، ارین مک‌مورتی، سیم توویگ، جولیان ریچینگز، کیت تاد، رایان کولی و استیون امل ایفای نقش کرده‌اند.